# Dharma (álbum de Sebastián Yatra)
Dharma é o terceiro álbum de estúdio do cantor colombiano Sebastián Yatra, lançado pela Universal Music Latino em 28 de janeiro de 2022. O álbum ganhou o Prêmio Grammy Latino de Melhor Álbum Vocal Pop, sendo a primeira vitória de Yatra.
No álbum, Yatra mistura vários gêneros latinos como reggaeton, cumbia, rock, flamenco, R&B, pop, new wave, balada, entre outros. Quase todas as músicas foram lançadas como singles junto com um videoclipe.

## Antecedentes
Em novembro de 2021, Yatra lançou seu grande sucesso "Dos Oruguitas", do filme de animação Encanto da Disney, que alcançou o segundo lugar na parada Hot Latin Songs da Billboard.

## Desempenho comercial
Dharma estreou na décima segunda posição na Billboard Top Latin Albums dos EUA, incluindo o número 2 na parada Latin Pop Albums. Em sua primeira semana, o álbum acumulou mais de 2,3 bilhões de streams.

## Faixas
| Dharma track listing |                                                                     |                                                                                            |         |  |
| N.º                  | Título                                                              | Producer(s)                                                                                | Duração |  |
| 1.                   | "Básicamente"                                                       | Andrés Torres Mauricio Rengifo                                                             | 2:25    |  |
| 2.                   | "Dharma" (com Jorge Celedón e Rosario)                              | Manuel Lara                                                                                | 3:15    |  |
| 3.                   | "Modo Avión"                                                        | Manuel Lara                                                                                | 2:51    |  |
| 4.                   | "Quererte Bonito" (com Elena Rose)                                  | Julio Reyes Copello                                                                        | 4:31    |  |
| 5.                   | "Tacones Rojos"                                                     | Manuel Lara Joan Josep Monserrat Riutort Pablo María Rousselon de Croisoeuil Chateaurenard | 3:09    |  |
| 6.                   | "Amor Pasajero"                                                     | Andrés Torres Mauricio Rengifo Hear This Music                                             | 2:31    |  |
| 7.                   | "Regresé" (com Justin Quiles e L-Gante)                             | Caleb Calloway XAXO                                                                        | 3:15    |  |
| 8.                   | "Si Me La Haces" (com Lenny Tavárez e Mariah Angeliq)               | Jon Leone Cashae                                                                           | 3:08    |  |
| 9.                   | "Tarde"                                                             | Manuel Lara Julián Bernal                                                                  | 3:06    |  |
| 10.                  | "Melancólicos Anónimos"                                             | Manuel Lara                                                                                | 3:19    |  |
| 11.                  | "Las Dudas" (com Aitana)                                            | Andrés Torres Mauricio Rengifo                                                             | 2:40    |  |
| 12.                  | "Adiós"                                                             | Pablo López Andrés Munera Andrés Guerrero                                                  | 3:02    |  |
| 13.                  | "A Dónde Van" (com Álvaro Díaz)                                     | Noise Up Andrés Munera Andrés Guerrero Ruíz Joan Josep Monserrat Riutort Gabriel Morales   | 2:56    |  |
| 14.                  | "TBT" (com Rauw Alejandro e Manuel Turizo)                          | Andrés Torres Mauricio Rengifo XAXO                                                        | 3:59    |  |
| 15.                  | "Chica Ideal" (com Guaynaa)                                         | Ovy On The Drums                                                                           | 3:03    |  |
| 16.                  | "Runaway" (com Daddy Yankee e Natti Natasha e Part. Jonas Brothers) | Andrés Torres Mauricio Rengifo                                                             | 3:22    |  |
| 17.                  | "Pareja Del Año" (com Myke Towers)                                  | Mauricio Rengifo Andrés Torres                                                             | 3:15    |  |
| Duração total:       | Duração total:                                                      | Duração total:                                                                             | 53:48   |  |